# Hasan Madani
Hasan Ibrahim Madani Ibrahim (ar. حسن ابراهيم مدني ابراهيم; ur. 6 marca 1979) – egipski zapaśnik walczący w stylu wolnym. Dwukrotny olimpijczyk. Ósmy w Londynie 2012 w wadze 60 kg i osiemnasty w Pekinie 2008 w kategorii 60 kg.
Siedmiokrotnie uczestniczył w mistrzostwach świata a jego najlepszy wynik to jedenaste miejsce w 2007. Złoty medalista igrzysk śródziemnomorskich w 2005 i 2009. Srebrny medalista igrzysk afrykańskich w 2007. Zdobył dziewięć medali na mistrzostwach Afryki, w tym siedem złotych w 2002, 2005, 2006, 2007, 2008, 2009 i 2012. Triumfator igrzysk panarabskich w 1999 i 2011 i trzeci w 2004. Mistrz Arabski w 2002 i 2007 a w 2001 zdobył brązowy medal. Wicemistrz śródziemnomorski w 2012. Czwarty w Pucharze Świata w 2002 roku.
- Turniej w Pekinie 2008

Przegrał w pierwszej walce z reprezentantem Iranu Moradem Mohammadim.
- Turniej w Londynie 2012

Pokonał Francuza Didiera Paisa i przegrał z zawodnikiem Korei Północnej Ri Jong-Myongiem.